# Chironius flavolineatus
Chironius flavolineatus – gatunek węża z rodziny połozowatych (Colubridae). Występuje w środkowej i wschodniej części Ameryki Południowej, prowadzi dzienny, częściowo nadrzewny tryb życia.

## Systematyka
Takson ten po raz pierwszy zgodnie z zasadami nazewnictwa binominalnego opisał niemiecki przyrodnik Oskar Boettger w 1885 roku na łamach „Zeitschrift für Naturwissenschaften”, nadając mu nazwę Herpetodryas flavolineatus. Autor sporządził opis na podstawie dwóch okazów pochodzących z Paragwaju. Holotyp zaginął. Lektotyp został wyznaczony w 2014 roku przez Brenona Hamdana, Stefana Scali i Daniela Silvę Fernandesa (MSNM 2729); jest to niekompletny samiec z kolekcji Museo Civico di Storia Naturale o długości większej niż 720 mm pochodzący z Brazylii. Część autorów przyjmuje za autora pierwszego opisu tego gatunku włoskiego zoologa Giorgia Jana, który w 1863 roku nadał wężowi nazwę Herpetodryas carinatus var. flavolineata, uznając go za jedną z siedmiu odmian Herpetodryas carinatus. Jan nie przedstawił jednak żadnych cech diagnostycznych pozwalających odróżnić tę odmianę od innych, tak więc jego nazwa jest obecnie uznawana za nomen nudum.

### Etymologia
- Chironius: w mitologii greckiej Chiron (gr. Χείρων Cheírōn, łac. Chiron), był najmądrzejszym i najbardziej cywilizowanym z centaurów[8].
- flavolineatus: łac. flavus – „żółty”, łac. linea – „linia” odnosi się do żółtego paska na grzbiecie[3].

## Morfologia
Jest to małej wielkości wąż o małej głowie, której szerokość jest podobna do szerokości szyi, dużych oczach o ciemnobrązowych tęczówkach i czarnych źrenicach. Dorosłe osobniki mają barwę czarną lub ciemnoszarą z charakterystycznym żółtym lub kremowobiałym pasem grzbietowym. Tylna część ciała i ogon czerwonobrązowe. Tylna część głowy ma kolor od jasnobrązowego do brązowego. Dolne części ciała białe. Węże tego gatunku mogą być mylone z gatunkami Chironius brazili lub Chironius diamantina.
Wymiary:
|                          | Samiec                                         | Samica                   |
| Długość całkowita (mm)   | 1188                                           | 1404                     |
| Długość SVL (mm)         | 738                                            | 880                      |
| Łuski grzbietowe (rzędy) | 12/12/8 (n = 66; 93%) lub 12/12/10 (n = 6; 7%) | 12/12/10 (n = 109; 100%) |
| tarczki brzuszne         | 146–163                                        | 150–167                  |
| tarczki podogonowe       | 130–154                                        | 129–156                  |

## Występowanie
Występuje w Brazylii (w stanach Alagoas, Bahia, północno-wschodniej części Mato Grosso, Mato Grosso do Sul, Sao Paulo, Rio Grande do Sul, Pará, Goiás, Minas Gerais, Paraná, Amazonas, Amapá, południowej części Ceará, Paraíba, Pernambuco, Rio Grande do Norte, Sergipe, Tocantins, Maranhão, Piauí) i na wyspie Marajó, w północno-wschodnim Paragwaju, środkowej Boliwii (Beni) i Peru. Jest spotykany w przedziale wysokości 70–1360 m n.p.m. (zwykle 100–400 m n.p.m.).

## Ekologia i zachowanie
Gatunek ten zamieszkuje sawanny, formacje roślinne caatinga, tropikalne wilgotne lasy nizinne i lasy sawannowe w południowej strefie międzyzwrotnikowej. Prowadzą dzienny, mieszany tryb życia naziemny i nadrzewny. W nocy śpią zwinięte na krzakach lub gałęziach drzew. Jego dieta składa się głównie z bezogonowych.

## Status
W Czerwonej księdze gatunków zagrożonych IUCN Chironius flavolineatus jest uznawany za gatunek najmniejszej troski (LC, ang. Least Concern). Wielkość populacji nie jest oszacowana, a gatunek jest opisywany jako pospolity. Trend liczebności populacji nie jest określony.